# Eupithecia reciprocata
Eupithecia reciprocata là một loài bướm đêm trong họ Geometridae.